# تومي بيرغرين
تومي بيرغرين (بالسويدية: Tommy Berggren)‏ (20 أبريل 1950 السويد - 3 ديسمبر 2012) هو لاعب كرة قدم سويدي سابق كان يلعب كمدافع، لعب خلال مسيرته 292 مباراة وسجل 55 هدف.

## مسيرته

### مسيرته مع المنتخبات الوطنية
- 1978 - 1978 لعب مع منتخب السويد لكرة القدم 3 مباريات سجل خلالها هدف.

### مسيرته مع الأندية
- 1968 - 1982 لعب مع نادي يورغوردينس 289 مباراة سجل خلالها 54 هدف.

## روابط خارجية
- تومي بيرغرين على موقع قاعدة بيانات كرة القدم.إي يو (الإنجليزية)
- تومي بيرغرين على موقع عالم كرة القدم.نت (الإنجليزية)